# Alchemilla serratisaxatilis
Alchemilla serratisaxatilis é uma espécie de rosácea do gênero Alchemilla, pertencente à família Rosaceae.